# Malcolm Bradbury
Malcolm Stanley Bradbury (ur. 7 września 1932 w Sheffield, zm. 28 listopada 2000 w Norwich) – angielski powieściopisarz, scenarzysta filmowy, krytyk literacki i teoretyk literatury.

## Życiorys
Od 1970 roku pracował jako profesor studiów amerykanistycznych na University of East Anglia w Norwich. Stworzył i prowadził na tej uczelni kursy pisarskie. Był autorem lub współautorem książek na temat sytuacji współczesnej powieści i socjologicznych kontekstów literatury, a także studiów krytycznoliterackich poświęconych m.in. twórczości Evelyna Waugh oraz Saula Bellowa.
Debiutował jako powieściopisarz w 1959 roku książką Eating People is Wrong. W 1975 powieść Homo historicus przyniosła mu sławę. Napisał jeszcze książki Why Come to Slaka? w 1986 i Monsieur Mensonge w 1987.
W Polsce wydano powieści:
- Homo historicus (The History Man), 1975, w Polsce 1993
- Kursy wymiany (Rates of Exchange), 1983, w Polsce 1994
- Doctor Criminale, 1992, w Polsce 1996.

Jego żoną od 1959 roku była Elizabeth Salt. Miał dwójkę dzieci.